# 新日本三大夜景

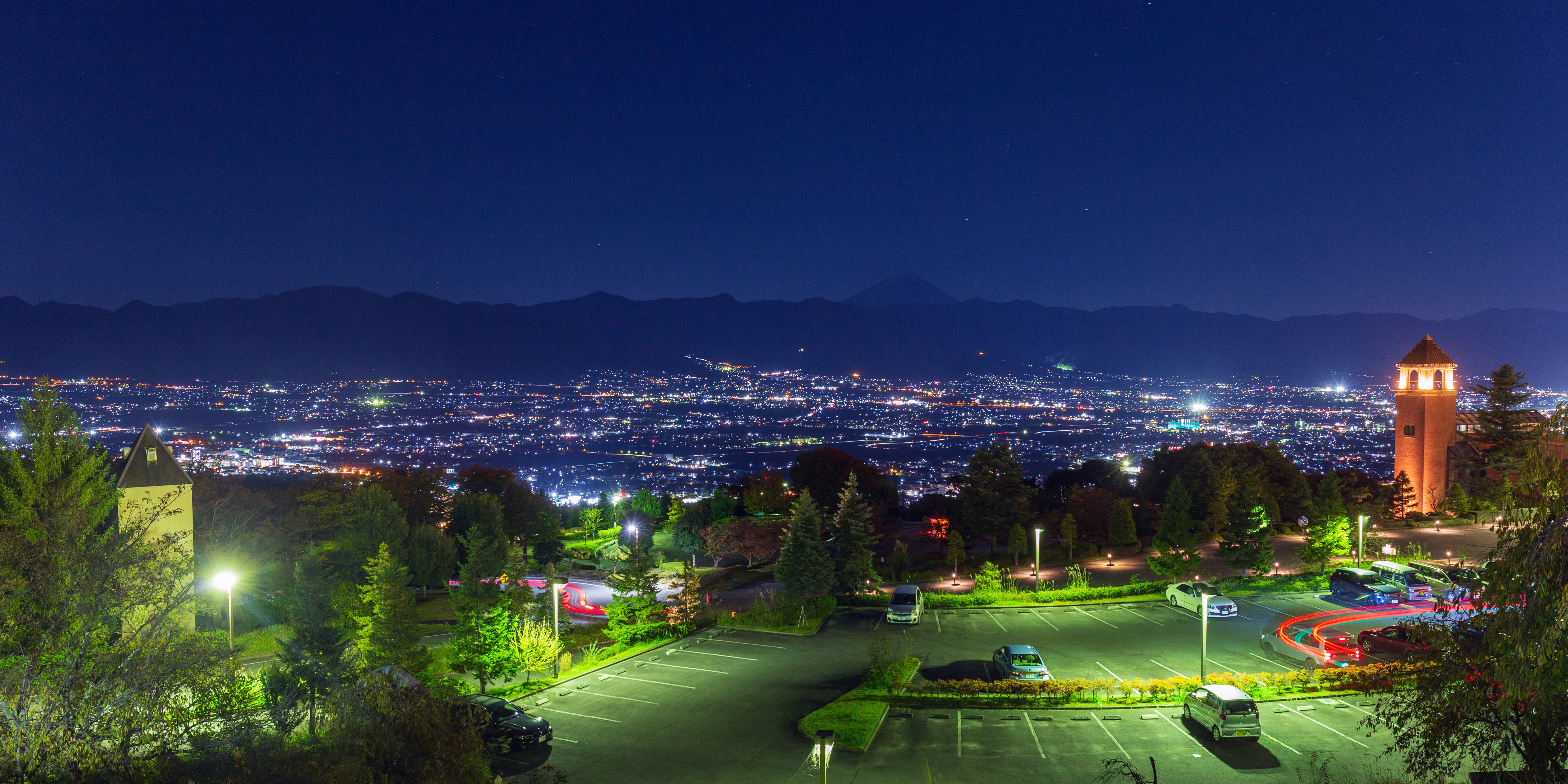
山梨県笛吹川フルーツ公園から望む甲府盆地の夜景

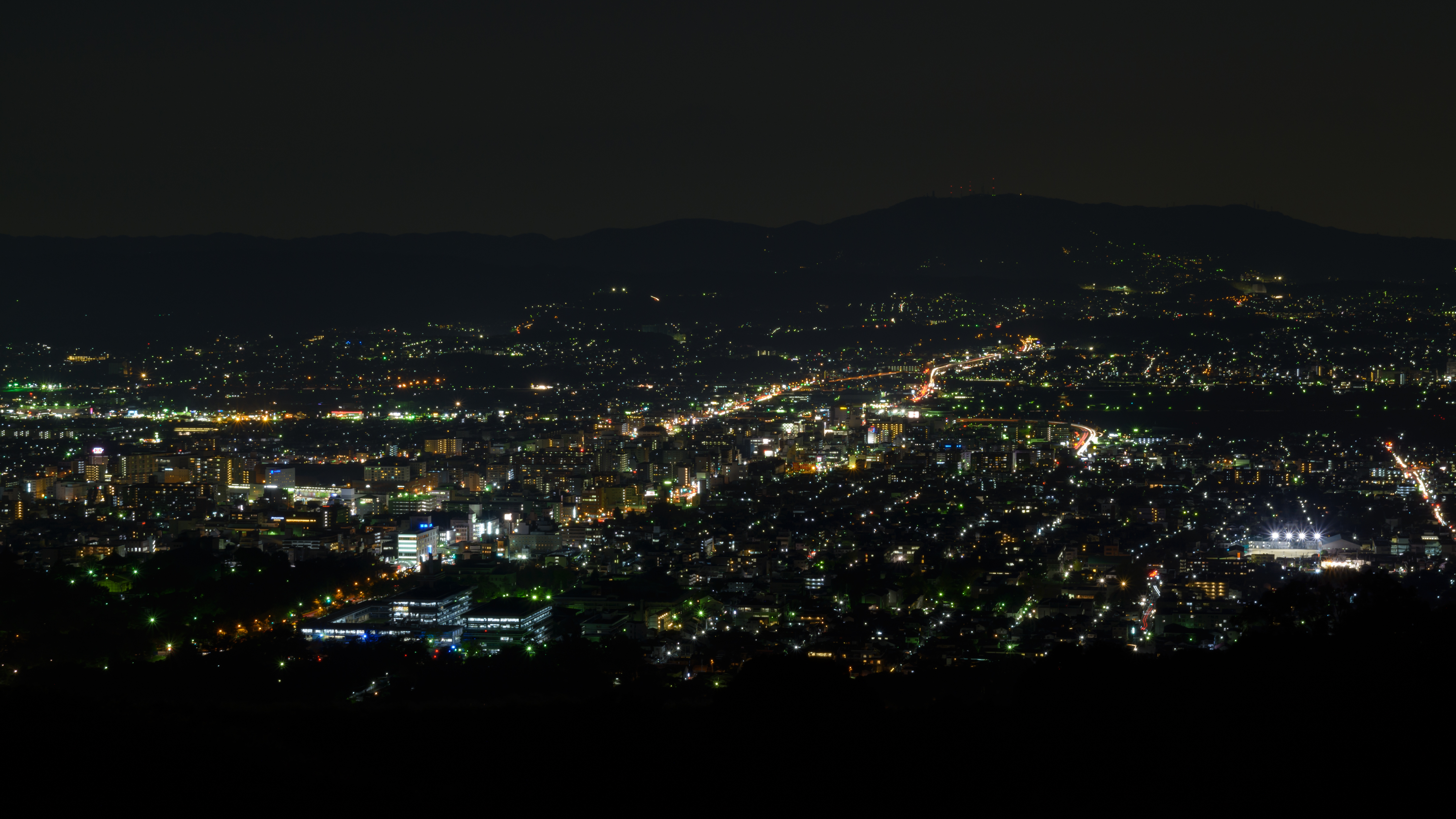
若草山から望む奈良市の夜景

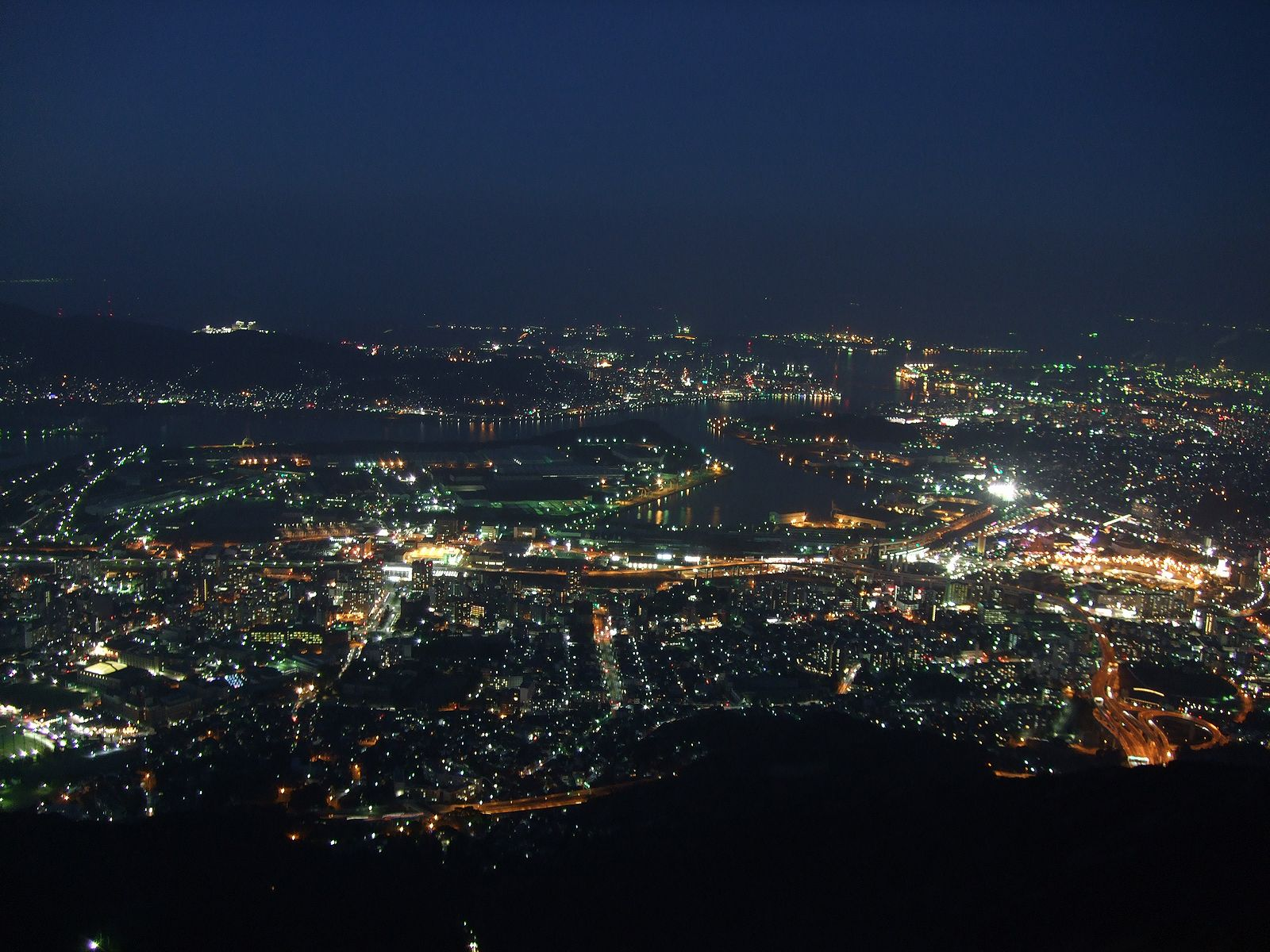
皿倉山から望む北九州市の夜景

新日本三大夜景（しんにほんさんだいやけい）は、縄手真人が代表を務める非営利団体「新日本三大夜景・夜景100選事務局」が選定した、日本で特に美しい3か所の夜景である。2003年4月に発表された。
2004年8月には、同事務局によって「日本の夜景100選」も発表されている。
なお、一般社団法人夜景観光コンベンション・ビューローが「日本新三大夜景」を2015年より発表しており、これとは別のものである。

## 一覧
- 山梨県笛吹川フルーツ公園（山梨県山梨市）[1][2][3][4]
- 若草山（奈良県奈良市）[5][4][6][4]
- 皿倉山（福岡県北九州市八幡東区）[7][4]

## 選定方法
選定にあたってはまずプロジェクトメンバーで選定基準を検討し、以下の選定基準を決定した。
- 訪れた人が感動するような夜景であること
- 一定規模以上の観光地あるいは都市の近くにあること
- 道程がある程度整備されていること
- 展望施設として一般に開放されていること（宿泊施設・飲食店を除く）[9]

次いで、選定基準に従ってプロジェクトメンバーが19か所の候補を選出し、2002年7月から12月にかけて、一般を対象にコメント付き投票を実施した。投票結果は以下のとおりであった。ただし、投票数のみでは人口比率から大都市に票が集中することを理由として、夜景スポット周辺の街を「夜景集客力人口」として「得票率/夜景集客力人口*1000」で得られた値の上位3か所を新日本三大夜景（案）に選定した。この結果、得票率では1位、8位、9位の3か所が新日本三大夜景（案）に選出されることとなった。その後、関係自治体への確認などを経て、プロジェクトの案のとおり、新日本三大夜景が2003年4月1日に正式に決定された。
| 順位 | 支持率順位 | 名称                                              | 所在地               | 投票での支持率 (A) | 夜景集客力人口 (B) | 集客力対象自治体                       | A/B*1000 |
| ---- | ---------- | ------------------------------------------------- | -------------------- | ------------------ | ------------------ | -------------------------------------- | -------- |
| 1    | 1          | 皿倉山                                            | 福岡県北九州市       | 18.2%              | 101万人            | 北九州市                               | 180      |
| 2    | 9          | 山梨県笛吹川フルーツ公園                          | 山梨県山梨市         | 3.0%               | 23万人             | 甲府市・山梨市                         | 131      |
| 3    | 8          | 若草山                                            | 奈良県奈良市         | 3.4%               | 37万人             | 奈良市                                 | 93       |
| 4    | 4          | 梶原山公園                                        | 静岡県静岡市・清水市 | 6.2%               | 70万人             | 静岡市・清水市                         | 89       |
| 5    | 3          | 福岡タワー                                        | 福岡県福岡市         | 11.0%              | 134万人            | 福岡市                                 | 82       |
| 6    | 17         | 天狗山                                            | 北海道小樽市         | 1.0%               | 15万人             | 小樽市                                 | 66       |
| 7    | 2          | 信貴生駒スカイライン                              | 大阪府・奈良県       | 13.2%              | 230万人            | 大阪市の半数・八尾市・東大阪市・生駒市 | 57       |
| 8    | 9          | 城山                                              | 鹿児島県鹿児島市     | 3.0%               | 55万人             | 鹿児島市                               | 54       |
| 9    | 13         | 五台山                                            | 高知県高知市         | 1.5%               | 33万人             | 高知市                                 | 45       |
| 10   | 13         | 岩山公園                                          | 岩手県盛岡市         | 1.3%               | 29万人             | 盛岡市                                 | 45       |
| 11   | 5          | 灰ヶ峰                                            | 広島県呉市           | 5.8%               | 133万人            | 広島市・呉市                           | 44       |
| 12   | 19         | 閑乗寺公園                                        | 富山県井波町         | 0.2%               | 5万人              | 砺波市・井波町                         | 39       |
| 13   | 7          | 藻岩山                                            | 北海道札幌市         | 3.9%               | 182万人            | 札幌市                                 | 21       |
| 14   | 13         | 菜の花台                                          | 神奈川県秦野市       | 1.5%               | 52万人             | 秦野市・伊勢原市・平塚市               | 16       |
| 15   | 6          | 横浜ランドマークタワー                            | 神奈川県横浜市       | 4.9%               | 342万人            | 横浜市                                 | 14       |
| 16   | 11         | 梅田スカイビル                                    | 大阪府大阪市         | 1.9%               | 260万人            | 大阪市                                 | 7        |
| 17   | 12         | 大阪ワールドトレードセンター （現大阪府咲洲庁舎） | 大阪府大阪市         | 1.7%               | 260万人            | 大阪市                                 | 7        |
| 18   | 17         | 比叡山ドライブウェイ                              | 京都府・滋賀県       | 1.0%               | 176万人            | 京都市・大津市                         | 6        |
| 19   | 13         | 東京タワー                                        | 東京都港区           | 1.5%               | 813万人            | 東京都区部                             | 2        |

## 経緯
- 1997年9月 - メーリングリストおよびオフ会開催を活動の中心とする夜景倶楽部を設立[10]。
- 2002年4月 - 夜景倶楽部の有志により、新日本三大夜景・夜景100選事務局を発足[10]
- - 2002年7月 - 選定基準の明確化、候補地の選定[9]。
- - 2002年12月 - 一般を対象とする意識調査を実施[9]。
- - 2003年1月 - 新日本三大夜景（案）を公開[9]。
- - 2003年3月 - 管轄部門への承認作業[9]。
- 2003年4月1日 - 新日本三大夜景を公表[9]。

## 縄手真人
縄手真人（1974年 - ）は新日本三大夜景・夜景100選事務局の代表。会社員を務める傍ら夜景スポット、庭園をめぐる。夜景による地域活性化を目的として2002年に「新日本三大夜景・夜景100選 事務局」を設立した。